# Adama Ouedraogo
Adama Ouedraogo (ur. 3 kwietnia 1987 r. w Yopougon) – pływak, reprezentant Burkina Faso, uczestnik igrzysk olimpijskich. 
Adama Ouedraogo urodził się na terytorium Wybrzeża Kości Słoniowej. Mimo to, reprezentuje Burkina Faso.
Na igrzyskach olimpijskich dwudziestopięcioletni Ouedraogo wystartował podczas XXX Letnich Igrzysk Olimpijskich w 2012 roku w Londynie. Wziął tam udział w jednej konkurencji pływackiej. Na dystansie 50 metrów stylem dowolnym wystartował w trzecim wyścigu eliminacyjnym. Z czasem 25,26 zajął w nim drugie miejsce, a ostatecznie, w rankingu ogólnym, uplasował się na czterdziestym drugim miejscu. 